# Municipio de Henrietta (Ohio)
El municipio de Henrietta (en inglés: Henrietta Township) es un municipio ubicado en el condado de Lorain en el estado estadounidense de Ohio. En el año 2010 tenía una población de 1861 habitantes y una densidad poblacional de 33,88 personas por km².

## Geografía
El municipio de Henrietta se encuentra ubicado en las coordenadas 41°19′26″N 82°18′14″O / 41.32389, -82.30389. Según la Oficina del Censo de los Estados Unidos, el municipio tiene una superficie total de 54.93 km², de la cual 54,8 km² corresponden a tierra firme y (0,23 %) 0,12 km² es agua.

## Demografía
Según el censo de 2010, había 1861 personas residiendo en el municipio de Henrietta. La densidad de población era de 33,88 hab./km². De los 1861 habitantes, el municipio de Henrietta estaba compuesto por el 98,01 % blancos, el 0,21 % eran afroamericanos, el 0,11 % eran amerindios, el 0,38 % eran asiáticos, el 0,54 % eran de otras razas y el 0,75 % eran de una mezcla de razas. Del total de la población el 2,53 % eran hispanos o latinos de cualquier raza.